# Okandjira
Okandjira ist eine Siedlung in der Region Otjozondjupa im zentralen Norden Namibias. Sie ist Kreisverwaltungssitz des Wahlkreises Omatako.